# Simca Marmon
Pour les articles homonymes, voir Marmon.
Le Simca Unic Marmon Bocquet (S.U.M.B.), plus connu sous le nom Unic Marmon, est un petit camion militaire tactique portant 1,5 tonne, produit par Simca Industries d'octobre 1964 à 1979. Motorisé par Simca et conçu par Bocquet, il possède une transmission à quatre roues motrices Marmon-Herrington et une cabine semi-avancée avec toit bâché découvrable étudiée par le carrossier Genève.

## Histoire
Alors que la Seconde Guerre mondiale est terminée depuis bientôt quinze ans, l'armée française utilise toujours les anciens camions Dodge 6x6 de l'armée américaine donnés à l'armée française à la libération plus ceux abandonnés lors de son exclusion du territoire par le général De Gaulle en 1966. Le seul véhicule français était le petit Renault R 2087 4x4 mais dont la charge utile était limitée à 750 kg. Le besoin d'un véhicule plus important de 1,5 tonne était devenu impératif. Un appel à concours est enfin lancé. Après l'échec du projet de franciser le châssis Dodge FF6 6x6, d'utiliser le châssis Unimog S avec une motorisation Mercedes ou Renault, Marmon-Herrington finalise, en 1958, l'étude d'un nouveau véhicule MH 600 BS qui va être très longtemps testé par l'armée française avant d'être retenu en 1962. Les besoins exprimés s'élevaient à 12 000 exemplaires, volume que le groupement ne pouvait fabriquer même sur un très long délai dans l'usine Bocquet de Villiers-le-Bel. La production du véhicule est confiée à la filiale de Simca Industries, UNIC, appartenant au même groupe que Simca, qui les fabriquera dans son usine de Suresnes.
Comparé à l'Unimog S, le MH 600 BS dispose de certains atouts notamment son moteur bien qu'il consomme le double d'un moteur équivalent mais déjà utilisé par l'armée et surtout, de fabrication française. (NDR : n'oublions pas qu'à cette époque, il était quasiment interdit aux services publics d'acquérir du matériel étranger, même si l'on n'avait pas l'équivalent en France).
Le Simca-Unic Marmon ou MH 600 BS, est équipé du moteur V8 à essence Simca-Ford F7 CWM, conçu par Ford en 1934 (!), développant 100 ch SAE, le même qui équipe le Simca Cargo mais avec un compresseur et très (trop) gourmand en essence et en huile, d'une boîte de vitesses Simca 8 MHT dont le premier rapport n'est toujours pas synchronisé, d'un blocage du différentiel arrière, et de l'absence de direction assistée.
Le moteur, choisi par l'armée parce qu'il était fabriqué en France, sera le véritable talon d'Achille du véhicule. Son remplacement par un moteur diesel UNIC de 130 ch a rapidement été envisagé mais le projet a été vite abandonné en raison du coût trop élevé de l'opération. Il faudra attendre 1995 et l'opération "revalorisation" pour que soit installé le moteur diesel Renault VI 720 turbo et la boîte de vitesses ZF qui équipaient depuis l'origine le TRM 2000. Pourtant, en 1971, UNIC avait déjà proposé à l'armée la version VLRA, disposant d'un plateau allongé et équipée du moteur diesel Unic-Fiat de 120 ch qui équipait plusieurs modèles de camions civils et qui donnait entière satisfaction avec une fiabilité largement éprouvée. Ce projet n'a pas été retenu par l'armée mais va servir de base à la version civile UNIC-FIAT VIRD.
L'Unic Marmon a été commandé à 6 976 exemplaires par l'armée française jusqu'en 1969. Le véhicule peut transporter 12 personnes plus le conducteur et le chef de bord ou 1 500 kg de matériel.

Simca Marmon démilitarisé, utilisé comme transport de touristes au Sénégal (avril 2022)

À partir de 1970 , il existe une version camionnette d'accompagnement pour l'AMX-13 bitube de 30 mm.
La version allégée pour l'armée de l'air, appelée MH 600 BSA, dispose d'une boîte de vitesses Pont-à-Mousson à quatre rapports synchronisés. Celle-ci a été également montée sur certains modèles MH 600 BS.
En 1971-72 une série spéciale de moins de 200 exemplaires a été produite avec une pelle mécanique hydraulique Poclain pour les besoins du Génie.
Pour remédier à la consommation excessive du V8 Simca-Ford, l'armée française a fait diéséliser le Simca Marmon à partir de 1994. Les versions Diesel reconnaissables à leur prise d'air triangulaire côté droit, reçoivent le moteur de 3,6 litres du Renault TRM 2000 avec une boîte à cinq rapports ZF. Pour une vitesse maxi inchangée, la consommation tombe de 35 à 23 litres aux 100 km. L'opération a été réalisée par ETAMAT de Clermont-Ferrand. Le Simca Marmon a été remplacé dans l'armée française par le Saviem TP3 et par le Renault TRM 2000.

## Unic-Fiat  V.L.R.A. / V.I.R.D. / V.I.R.D.I.
En 1971, pour répondre à la problématique de l'armée française qui cherchait des solutions pour remplacer les moteurs V8 Simca-Ford trop gloutons en essence et dont la fiabilité laissait à désirer, UNIC-FIAT a proposé la version VLRA, disposant d'un plateau allongé et équipée du moteur diesel UNIC-FIAT 806A développant 120 ch monté sur plusieurs modèles de camions civils UNIC et qui donnait entière satisfaction avec une fiabilité largement éprouvée. Ce projet n'a pas été retenu par l'armée mais va servir de base à la version civile UNIC-FIAT V.I.R.D.I..
Le bureau d'études UNIC a adapté le prototype militaire VLRA pour une utilisation dans la lutte contre les feux de forêts et lance le VIRDI - Véhicule d'Intervention Rapide Diesel Incendie, en 1972. Malgré les qualités réelles du modèles, son style différait trop des véhicules classiques et seuls 155 exemplaires ont été acquis par les services d'incendie.
La différence majeure avec le SUMB est son moteur diesel 4 cylindres Fiat 806A de 5 183 cm3 d'une fiabilité à toute épreuve, dont la consommation de carburant est de moitié, la boîte de vitesses Fiat 2830/102 à 5 rapports synchronisés, remplaçant très avantageusement l'antique boîte Pont à Mousson,,, et le freinage à 3 circuits qui est maintenant puissant.
En 1974, le VIRDI sera remplacé par la série Fiat PC 4x4 avec les modèles Fiat-Unic-Iveco 65-75-90 PC 4x4.

## Au cinéma
Dans le film Jumanji: Next Level, le petit camion plateau qui transporte les cages des hyènes de Jurgen le Brutal est un Simca Marmon MH 600.
On aperçoit un Simca Marmon dans la série Seal Team, saison 1 épisode 8. Le camion arbore le symbole de l'armée de terre, ainsi qu'une plaque d'immatriculation militaire française, bien que le véhicule soit utilisé par l'armée pakistanaise.